# Stranka hrvatskog državnog prava
Stranka hrvatskog državnog prava bila je pravaški orijentirana politička stranka u Republici Hrvatskoj, osnovana 10. travnja 1991. godine.

## Povijest
Stranku hrvatskog državnog prava (SHDP) osnovali su pravaši koji su bili nezadovoljni politikom koju je sprovodio vrh Hrvatske stranke prava predvođen Krešimirom Pavelićem, Antom Paradžikom i Dobroslavom Paragom. Među nezadovoljnicima, od kojih su neki izbačeni iz HSP-a, a neki su ga svojevoljno napustili, bio je i zamjetan broj ljudi koji su igrali značajnu ulogu pri osnivanju HSP-a, poput Gorana Ante Blažekovića i Nikole Bićanića. Upravo su njih dvojica bili predvodnici bivših HSP-ovaca koji su 10. travnja 1991. godine osnovali Stranku hrvatskog državnog prava. Predsjednik stranke postao je Nikola Bićanić, međutim, vodstvo se ubrzo počelo ponašati na isti način na koji se ponašalo vodstvo bivše stranke - i Bićanić je počeo vladati autokratski prema članstvu. S obzirom na to da je ogromna većina članstva ipak ostala u HSP-u i da se Bićanić počeo ponašati autokratski prema malom članstvu svoje stranke SHDP, a ponizno prema državnoj vlasti, stranka nikad nije napravila značajni rezultat. Vodstvo stranke su odlikovali politički nastupi u podršci HDZ-u i HDZ-ovoj vlasti. 1997. godine stranka ulazi u udrugu “Okupljanje za Hrvatsku” pod patronatom Ante Đapića kao predsjednika HSP-a. U udrugu su bili uključeni Hrvatska stranka prava (HSP), Hrvatska demokratska stranka prava (koja je bila predvođena upravo Krešimirom Pavelićem, čovjekom s kojim su se sukobili 1990. i 1991. godine u HSP-u), Hrvatski narodni pokret – slobodna Hrvatska (HNP-SH), Hrvatski oslobodilački pokret (HOP) i Stranka hrvatskog državnog prava (SHDP). Ni to nije donijelo nikakvu popularnost stranci pa se stranka potpuno raspala i u novom tisućljeću prestala je postojati.